# Fogaras vármegye

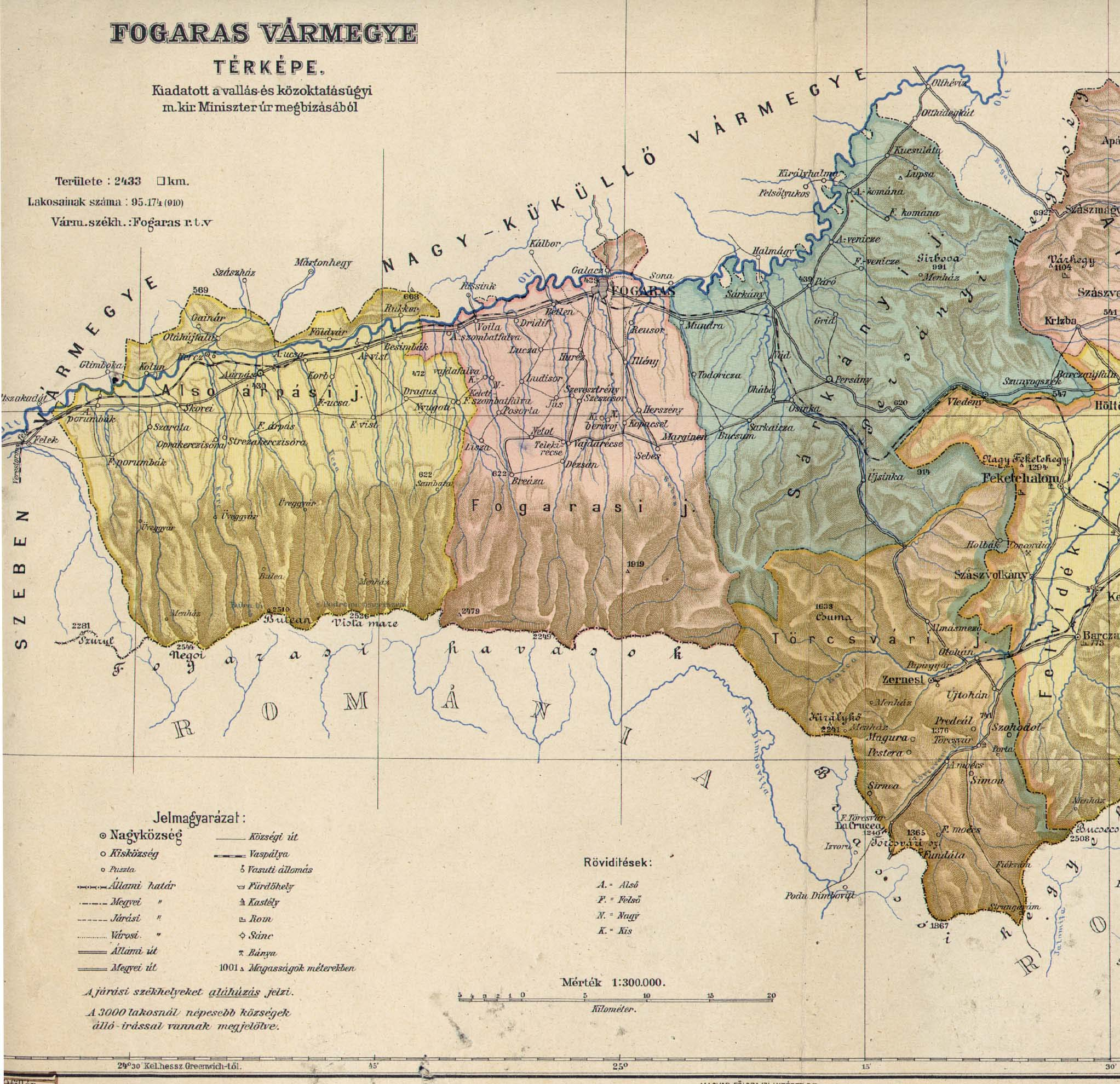
Fogaras vármegye közigazgatási térképe 1910-ből

Fogaras vármegye (románul: Comitatul Făgăraș, németül: Komitat Fogarasch) közigazgatási egység volt a Magyar Királyság délkeleti részében 1876 és 1920 között. Egykori területe 1920 óta Románia része, ahol 1950-ig maradt fenn megyeként.

## Fekvése
Fogaras vármegye területe két részre osztható fel: az északi, völgyes, dombos, termékeny és a déli, a Fogarasi-havasok által lefödött rész. A Fogarasi-havasok az egyik legmagasabb hegység volt a Magyar Királyságon belül, rengeteg óriási csúcs van itt: Negoj-csúcs, Buteanu-csúcs, Nagy-Vist. A vármegyének több folyója is volt: az Olt, a Barca, a Sebes.
A vármegyét északról Szeben és Nagy-Küküllő vármegyék, keleten Brassó vármegye, délen Románia, nyugaton pedig Szeben vármegye határolta.

## Története
Fogaras vármegye az 1876-os megyerendezés során jött létre.
A későbbi vármegye területe a honfoglalás után sem volt sűrűn lakott, köszönhetően a földrajzi jellegzetességeinek. A tatárjárás után a terület a legelsők között kezdett elrománosodni.
Jelentősége  az 1300-as években nőtt, amikor Apor László parancsára építettek várat Fogaras városban. 1526 után a Keleti Magyar Királyság része lett, és központi vára a fejedelmek szálláshelyévé vált. 
1599-ben Vitéz Mihály irányításába vette a területet, és csak 1605-ben került vissza magyar kézbe, Bocskai Istvánnak köszönhetően.
1685-ben országgyűlést tartottak itt. I. Apafi Mihály fejedelemsége idején Erdély központja. Területét sem a kuruc felkelés, sem a 48-as szabadságharc nem érintette, végig császári uralom alatt maradt.
1916 augusztusától októberéig egy része román megszállás alá került. 1920-tól egészében  Románia része, az azonos nevű román megye az 1950-es román közigazgatási reformig létezett. A második bécsi döntés nem érintette. 1944-ben a helyi szász lakosokat a Szovjetunióba telepítették. Ekkor a  Brassó központú Sztálin régióhoz tartozott. 1965-ben az újabb közigazgatási reform után területe a mai Brassó megye részévé vált, kis része Szeben megyéhez került.

## Lakosság
Fogaras vármegyének 1880-ban 84 571 lakosa volt, ebből 88,7% román, 4,6% német, 3,2% magyar 1910-ben 95 174 lakosa volt, ebből 88,7% román, 6,8% magyar, 3,4% német.

## Közigazgatás
1910-ben a vármegye négy járásra és egy rendezett tanácsú városra volt felosztva:
- Alsóárpási járás, székhelye Alsóárpás
- Fogarasi járás, székhelye Fogaras, rendezett tanácsú város
- Sárkányi járás, székhelye Sárkány
- Törcsvári járás, székhelye Zernest